# Sakadagami
Een Sakadagami (Pali: 'eenmaal terugkeerder') is een heilig persoon in het boeddhisme en vormt de tweede graad van verlichting. Indien een Sakadagami overlijdt wordt hij weer als mens wedergeboren.
In dat volgende leven (als mens) wordt hij ofwel Anagami of Arahant. Zijn volgende leven is zijn laatste leven in de mensenwereld, tenzij hij in dit leven al het Anagami-schap behaalt, in welk geval hij niet als mens hergeboren zal worden, maar als een zeer hoog goddelijk wezen. Indien hij in dit leven al het Arahant-schap behaalt wordt hij niet meer wedergeboren.
De Sakadagami is de tweede graad van heiligheid. De Sakadagami is vrij van de eerste drie van de tien ketens, waar de Sotapanna ook van bevrijd is. Voor de Sakadagami zijn echter ook de vierde keten (begeerte en verlangen) en de vijfde keten (kwade wil of haat) sterk verzwakt. Voordat iemand een Sakadagami kan worden, moet eerst het Sotapanna-schap behaald worden.